# Папська булла

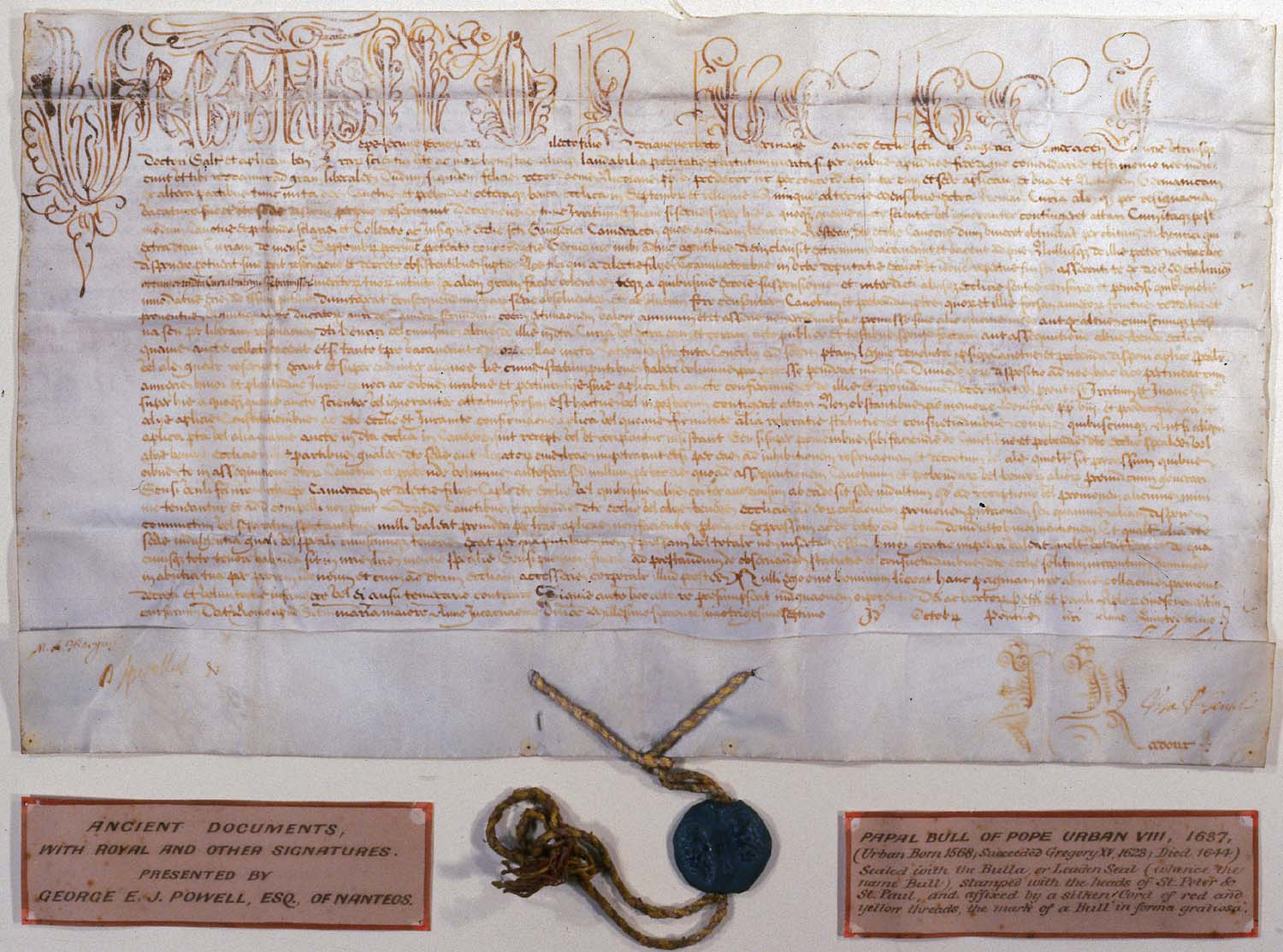
Булла папи Урбана VIII, 1637

Бу́лла, раніше також буля (лат. Bulla, «печатка») — у дипломатиці особливий указ, патент або грамота, видана Папою Римським, головою Католицької церкви. Назва походить від печатки, що прикріплюється внизу до документа. Використовується від часів папи Адеодата I. Також — апостольська булла (лат. bulla apostolica), папська булла (лат. bulla pontificalis, bulla papalis).

## Історія використання
Булла почала використовуватись приблизно з VI ст., але сама назва не мала поширення до середини XIII ст., коли такий термін почав використовуватись для внутрішніх потреб папської канцелярії. Назва стає офіційною з XV ст., коли один з відділів Папської канцелярії отримує назву регістр булл (лат. registrum bullarum).
Спочатку папська булла була найпоширенішим публічним папським документом, але після XV ст. вона використовується лише з формальних або урочистих приводів. В сучасній науці термін булла стосується будь-якого докладного папського документу, що виданий у формі декрету або привілеї та для деяких менш докладних, виданих у формі листа.
Сьогодні булла — це єдиний вид папського документу де використовується, як підпис, термін episcopus, servus servorum Dei (з лат. єпископ, раб рабів Божих). Для прикладу, теперішній Папа, видаючи буллу, починає її словами: Benedictus, Episcopus, Servus Servorum Dei. Раніше до булли завжди прикріплювалася металічна печатка, але тепер це робиться лише в урочистих випадках.

## Форма
Булла починається з рядка в якому міститься ім'я папи, його титул episcopus servus servorum Dei і далі йдуть декілька виділених слів з тексту, що будуть вважатися назвою булли (так само, як і в енцикліці).
Сам текст не має ніякого формального зразка для його написання. В кінці використовується datum, що складається з числа місяця, року понтифікату, назви місця де документ був виданий, підписів та печатки.
В урочистих випадках Папа підписує буллу сам, використовуючи формулу — Ego N. Catholicae Ecclesiae Episcopus (Я, ім'я, Єпископ Католицької (Вселенської) церкви). Після його підпису йдуте монограмма з підписів свідків і печатка. В більшості випадків буллу підписує член Римської курії, зазвичай кардинал-державний секретар.

## Булла (печатка)
В основному булла робилась з металу, найчастіше зі свинцю, але в найурочистіших випадках використовувалося золото (за прикладом Візантії). На ній зображуються засновники церкви Риму — святі Петро і Павло з написами Sanctus PAulus і Sanctus PEtrus. На зворотній стороні пишеться ім'я папи, що видав документ. Печатка приєднувалась до документа шнурами з простої коноплі (для листів, що стосувалися правосуддя або покарань) і червоного та жовтого шовку (якщо вони стосувалися милості). Сама назва печатки з'явилася через те, що стародавнім оглядачам вона нагадувала своєю формою бульбашку на воді (лат. bullire — кипіти).
В кінці XVIII ст. металева булла була замінена штампом червоних чорнил із зображенням святих Петра і Павла та ім'ям правлячого понтифіка навкруги нього. Але для найбільш формальних булл залишається форма металевої печатки — наприклад, булла папи Івана ХХІІІ Humanae salutis (25 грудня 1961), якою скликався Другий Ватиканський собор.

## Використання
Булла може використовуватись для будь-яких випадків. Найчастіше в буллах розглядались установчі декрети, призначання, диспенсації, відлучення від церкви, апостольські конституції, канонізації та конвокації. До появи бреве булла була єдиним видом папського листа, але тепер для більшості випадків використовується саме ця, простіша ніж булла, форма (окрім вищеперерахованих випадків).

## Відомі булли
| Рік                             | Назва                                                             | Папа римський   | Зміст |
| ------------------------------- | ----------------------------------------------------------------- | --------------- | --- |
| 1059                            | «In nomine Domini» (Во ім'я Господа!)                             | Миколай II      | Узаконення виборів папи виключно кардиналами. |
| 1120                            | «Sicut Judaeis» (Будучи євреями)                                  | Калікст II      | Виступ на захист євреїв, які постраждали від Першого хрестового походу. |
| 1136, 7 липня                   | «Ex commisso nobis a Deo»                                         | Іннокентій II   | Скасування верховенства Магдебургського єпископства над Польською церквою. |
| 1139, 29 березня                | «Omne Datum Optimum» (Всякий дар досконалий)                      | Іннокентій II   | Затвердження лицарського ордена тамплієрів |
| 1144                            | «Milites Templi» (Солдати Храму)                                  | Целестин II     | Припис духовенству захищати тамплієрів, заклик до всіх віруючих надавати їм посильну допомогу.                                                                                         |
| 1145                            | «Militia Dei» (Воїнство Боже)                                     | Євгеній III     | Дозволяє тамплієрам збирати десятину і спеціальні податки на похорон лицарів ордену на власному кладовищі.                                                                             |
| 1187, 29 жовтня                 | «Audita tremendi» (Почувши про страшне)                           | Григорій VIII   | Заклик до Третього хрестового походу. |
| 1205                            | «Etsi Judaeos»                                                    | Іннокентій III  | Євреям дозволені власні будинки молитов, вони не можуть насильно переводитися в християнство. Євреям не дозволяється приймати їжу разом з християнами і мати рабів-християн.           |
| 1218                            | «In generali concilio»                                            | Гонорій III     | Припис євреям носити одяг, що відрізняє їх від інших, і платити десятину на користь місцевої церкви.                                                                                   |
| 1233                            | «Etsi Judaeorum» (Навіть якщо єврей)                              | Григорій IX     | Вимога, щоб в християнських країнах з євреями поводилися настільки ж гуманно, як християни хотіли б, щоб з ними самими поводилися в язичницьких країнах.                               |
| 1239                            | «Si vera sunt» (Якщо вони мають рацію)                            | Григорій IX     | Наказ конфіскувати священні книги євреїв, особливо Талмуд, для дослідження на предмет наявності в них богохульства проти Христа і церкви.                                              |
| 1235, 1254, 1288, 1291          | «Cum hora undecima» (Об одинадцятій годині)                       | Григорій IX     | Чотири однойменні булли, що стосуються місіонерської діяльності Католицької церкви в країнах Сходу.                                                                                    |
| 1244                            | «Impia judeorum perfidia»                                         | Іннокентій IV   | Постанова, що євреї не можуть наймати християнських годувальниць. |
| 1245, 13 березня                | «Cum non solum»                                                   | Іннокентій IV   | Лист до Монголів метою якого було з'ясувати їхні наміри і застерегти від подальших нападів на християн.                                                                                |
| 1247                            | «Lachrymabilem Judaeorum»                                         | Іннокентій IV   | Вимога припинити переслідування євреїв за звинуваченнями, заснованим на криваві наклепи.                                                                                               |
| 1252, 15 травня, відмінена 1816 | «Ad extirpanda» (Для викорінення)                                 | Іннокентій IV   | Дозвіл католицькій інквізиції катувати підозрюваних у єресі |
| 1296, 20 січня                  | «Clericis laicos» (Духівники миряни)                              | Боніфацій VIII  | Заборона духовенству платити податі мирянам із загрозою відлучення від церкви. |
| 1300, 22 лютого                 | «Antiquorum habet fida relatio»                                   | Боніфацій VIII  | Започатковано перший в історії ювілейний рік. |
| 1302, 18 листопада              | «Unam Sanctam» (Єдиній, Святій)                                   | Боніфацій VIII  | Декларує єдність церкви і що поза церкви немає порятунку. |
| 1308                            | «Regnans in coelis» (Пануючий на небесах)                         | Климент V       | Скликання в'єнського собору. |
| 1312, 22 березня                | «Vox in Excelso» (Голос зверху)                                   | Климент V       | Розпуск Ордену Тамплієрів. |
| 1312, 2 травня                  | «Ad providam»                                                     | Климент V       | Передача госпітальєрам власності Ордену Тамплієрів |
| 1348, 26 вересня                | «Quamvis Perfidiam»                                               | Климент VI      | Спростування чуток про поширення євреями епідемії чуми шляхом отруєння колодязів. |
| 1363                            | «In coena domini» (За трапезою Господньою)                        | Урбан V         | Установка переліку проступків, відпущення гріхів за які дозволені виключно папою. |
| 1442, 8 серпня                  | «Dundum ad nostram audientiam»                                    | Євгеній IV      | Завершення поділу євреїв і християн, впровадження гетто. |
| 1442, 10 серпня                 | «Super Gregem Dominicum»                                          | Євгеній IV      | Скасування привілеїв євреїв Кастилії, введення для них жорстких обмежень; заборона християнам приймати їжу і питво, жити і митися разом з євреями і мусульманами.                      |
| 1447, 23 червня                 | «Super Gregem Dominicum»                                          | Миколай V       | Другий випуск однойменної булли (1442). Введення аналогічних обмежень для євреїв Італії.                                                                                               |
| 1451, 1 березня                 | «Super Gregem Dominicum»                                          | Миколай V       | Третій випуск однойменної булли (1442 і 1447 роки). Підтвердження скасування привілеїв і введення обмежень для євреїв Іспанії та Італії.                                               |
| 1484, 5 грудня                  | «Summis desiderantes affectibus» (Усіма силами душі)              | Іннокентій VIII | Проголошення необхідності знищення єресі і чаклунства в Рейнській області. |
| 1493, 4 травня                  | «Inter caetera» (Посеред інших)                                   | Олександр VI    | Поділ світу між Іспанією і Португалією. |
| 1520, 15 червня                 | «Exsurge Domine» (Повстань, Господи!)                             | Лев X           | Вимога, щоб Мартін Лютер відмовився від 41 з 95 тез протягом 60 днів з дня їх публікації, з загрозою відлучення його від церкви.                                                       |
| 1537, 29 травня                 | «Sublimus Dei» (Вище Господа)                                     | Павло III       | Заборона на поневолення корінних жителів Америки. |
| 1540, 27 вересня                | «Regimini militantis Ecclesiae» (До правління Церкви войовничої). | Павло III       | Затвердження Єзуїтського ордену з переліком перших десяти його членів-засновників. |
| 1555, 14 липня                  | «Cum nimis absurdum» (Оскільки це безглуздо)                      | Павло IV        | Введення релігійних та економічних обмежень для євреїв на території Папської області.                                                                                                  |
| 1569, лютий                     | «Hebraeorum gens sola» (Відособленість єврейської нації)          | Пій V           | Поширення діючих в Папській області обмежень для євреїв на Рим і Анкону. |
| 1570, 25 лютого                 | «Regnans in Excelsis»                                             | Пій V           | Оголошення королеви Англії Єлизавети I єретичкою і звільнення її підданих від необхідності виконувати її накази.                                                                       |
| 1582, 24 лютого                 | «Inter gravissimas» (Посеред найважливіших)                       | Григорій XIII   | Затвердження сучасного григоріанського календаря замість старого юліанського. |
| 1586, жовтень                   | «Christiana pietas» (Християнське благочестя)                     | Сикст V         | Скасування булли Пія V від 1569, дозвіл євреям селитися на території Папської області.                                                                                                 |
| 1593                            | «Caeca et Obdurata» (Сліпі та вперті)                             | Климент VIII    | Вигнання євреїв з Папської області. |
| 1603, 30 червня                 | «Ad perpetuam rei memoriam»                                       | Климент VIII    | На честь інкської знаті і метисів суспільства єзуїтів міста Куско (Перу), заснованого Бласом Валера. Єдина в історії булла, написана не тільки на латині, але і на іншій мові — кечуа. |
| 1713                            | «Unigenitus» (Єдинородний Син)                                    | Климент XI      | Засудження Янсенізму. |
| 1755                            | «Beatus Andreas» (Святий Андреас)                                 | Бенедикт XIV    | Піднесення до сану мученика Андреаса Окснера, у смерті якого в 1462 році були звинувачені євреї відповідно кривавого наклепу.                                                          |
| 1773                            | «Dominus ac Redemptor Noster» (Наш господар і спаситель)          | Климент XIV     | Повне і остаточна заборона Єзуїтського ордена. |
| 1814                            | «Sollicitudo omnium ecclesiarum» (Турбота про всю церкву)         | Пій VII         | Відновлення Єзуїтського ордену. |
| 1854, 8 грудня                  | «Ineffabilis Deus» (Боже невимовний)                              | Пій IX          | Проголошення догмату про непорочне зачаття Пресвятої Діви Марії. |
| 1864                            | «Quanta cura»                                                     | Пій IX          | Засудження політичних пропозицій про свободу свідомості і віросповідання. |
| 1871                            | «Pastor aeternus» (Вічний пастир)                                 | Пій IX          | Догмат про непогрішність Папи Римського. |
| 1880                            | «Dolemus inter alia» (Серед інших наших жалів)                    | Лев XIII        | Повернення привілеїв єзуїтських ордену, скасованих буллою Климента XIV «Dominus ac Redemptor Noster» в 1773 році.                                                                      |
| 1907                            | «Sollicitudo omnium ecclesiarum» (Турбота про всю церкву)         | Пій X           | Регламентація винятковості церковного шлюбу. |
| 1950, 1 листопада               | «Munificentissimus Deus» (Боже всемогущий)                        | Пій XII         | Догмат про Вознесіння Діви Марії |
| 1961, 25 грудня                 | «Humanae salutis» (Людське спасіння)                              | Іоанн XXIII     | Скликання Другого Ватиканського собору. |
| 1965, 18 листопада              | «Dei Verbum» (Слово Боже)                                         | Павло VI        | Догматична конституція про Божественне Одкровення, присвячена Божественному Об'явленню, Святому Письму і Святому Переданню.                                                            |
| 1968, 25 червня                 | «Humanae Vitae» (Життя людське)                                   | Павло VI        | Освячена церквою подружня любов, відповідальність батьків, осуд більшості способів контролю над народжуваністю.                                                                        |
| 1998, 19 листопада              | «Incarnationis mysterium» (Таїнство інкарнації)                   | Іоанн Павло II  | До Великого Ювілею 2000. |
| 2015, 11 квітня                 | «Misericordiae vultus»                                            | Франциск        | З нагоди проголошення позачергового Ювілейного року милосердя. |

## Особливі булли
За безпосередньої участі отця Дієго де Торрес Больо, засновника індіанської місії єзуїтів у Парагваї, у 1603 році була видана перша і єдина в історії католицької церкви папська булла не на латині, а мовою кечуа. Вона була адресована братству Імені Ісусового в місті Куско (Перу) та інкській знаті папою Климентом VIII.